# Фіалко Ізраїль Юхимович
Ізра́їль Юхи́мович Фіа́лко (* 1916 — † 1985) — радянський архітектор-художник.

## Життєпис
В кінці 1940-х з академіком Мордвинцевим розробляв Центральної набережної в Сталінграді.
Протягом 1964—1969 років — голова правління Севастопольського відділення Союзу радянських архітекторів.
Спроектував:
- гостиницю «Турист» на північній стороні Севастополя,
- будівлю Севастопольської міської державної адміністрації,
- 1967 — меморіальний комплекс 1941—1942 років на площі Нахімова — разом з В'ячеславом Яковлевим,
- кінотеатр «Росія»,
- спортивний комплекс в заміській балці,
- парк «Перемога»,
- житлові комплекси в Севастополі,
- співавтор гостиниці «Крим».

В його творчій майстерні навчався Георгій Кузьминський.